# طوبي كيث
طوبي كيث كوفل (بالإنجليزية: Toby Keith Covel)‏ هو مغني ريف وكاتب أغاني وممثل ومنتج تسجيلات أمريكي ولد في يوم 8 يوليو 1961 في بلدة كلينتون في ولاية أوكلاهوما في الولايات المتحدة، بدأ عمله في عقد التسعينات وأنتج أكثر من 18 ألبوم، توبي كيث كان واحد من المغنين ألذين غنوا في حفل تتويج الرئيس الأمريكي دونالد ترامب في 20 يناير 2017، أشتهر في العالم العربي بعد حفل مشترك جمعه بالمغني السعودي رابح صقر في الرياض حيث عزفا على آلة الغيتار والعود في مايو 2017.

## روابط خارجية
- طوبي كيث على موقع IMDb (الإنجليزية)
- طوبي كيث على موقع ميوزك برينز (الإنجليزية)
- طوبي كيث على موقع رولينغ ستون (الإنجليزية)
- طوبي كيث على موقع إن إن دي بي (الإنجليزية)
- طوبي كيث على موقع أول ميوزيك (الإنجليزية)
- طوبي كيث على موقع ديسكوغز (الإنجليزية)
- طوبي كيث على موقع قاعدة بيانات الفيلم (الإنجليزية)